# Y City
Y City es un área no incorporada ubicada en el condado de Scott en el estado estadounidense de Arkansas.

## Geografía
Y City se encuentra ubicada en las coordenadas 34°44′5″N 94°4′38″O / 34.73472, -94.07722.